# Muritaia suba
Muritaia suba là một loài nhện trong họ Amaurobiidae.
Loài này thuộc chi Muritaia. Muritaia suba được miêu tả năm 1973 bởi Raymond Robert Forster & Wilton.